# Ларионовская (Архангельская область)
Ларионовская — деревня в Верхнетоемском районе Архангельской области, входит в состав муниципального образования «Верхнетоемское».
Деревня расположена на левом берегу Северной Двины при впадении в неё притока — Нозы, в 20 километрах на северо-запад от районного центра — села Верхняя Тойма.
Через деревню проходит дорога Березник — Котлас.

## Демография
| 2002 | 2010 | 2012 |
| ---- | ---- | ---- |
| 18   | ↘3   | ↘2   |